# Please Don't Stop Loving Me
"Please Don't Stop Loving Me" er en komposition fra 1965 af Joy Byers.
Sangen blev indsunget af Elvis Presley hos Radio Recorders i Hollywood den 13. maj 1965 til filmen Frankie And Johnny med Elvis Presley i hovedrollen.
"Please Don't Stop Loving Me" blev udsendt på soundtracket fra filmen, der kom som en LP-plade, ligeledes med titlen Frankie And Johnny. Filmen og albummet kom begge på gaden i april 1966, samtidig med udsendelse af en single med filmens titelsang "Frankie And Johnny" (Karger, Ben Weisman, Gottlieb) som A-side og "Please Don't Stop Loving Me" som B-side.
"Please Don't Stop Loving Me" er baseret på vindersangen fra Det Europæiske Melodi Grand Prix 1964, "Non Ho L'Eta (Per Amarti)" med italienske Gigliola Cinquetti.